# TUI플라이 노르딕
TUI플라이 노르딕(영어: TUIfly Nordic)는 스웨덴의 전세 항공사로 총 23개 노선을 취항하고 있다. 본사는 스웨덴 스톡홀름에 위치해 있으며 1985년에 설립했다. 또한 사용하고 있는 허브 공항으로 베르겐 공항, 코펜하겐 공항, 예테보리 란테보리 공항, 헬싱키 공항, 말레 스트룹 공항, 오슬로 가르데르모엔 공항, 스톡홀름 알란다 공항이 있다.

## 역사
TUI플라이 노르딕의 전신인 트랜스위드 항공 전세기 운항 부문으로 설립되어 1996년에 스웨덴 여행사에 의해 전세 부문이 타락된 것으로 블루 스칸디나비아로 개칭되었다. 그 후 1999년에 Fritidsresor가 영국의 톰슨 플라이에 인수된 것으로 브리타니아 노르딕으로 사명을 변경했다.
2000년 톰슨 그룹이 TUI 그룹에 인수되면서 TUI의 마케팅 전략으로 2006년 톰슨 플라이와 TUI 플라이 노르딕과 브랜드 이름이 일신되어 기체의 동체 부분에는 주로 전세기 운항 담당하고 있는 Fritidsresor 로고가 들어있는 것도 있다.

## 보유 기종
- 2012년 4월 기준으로 TUI노르딕은 다음과 같은 기종을 보유하고 있다.[1]

## 사진

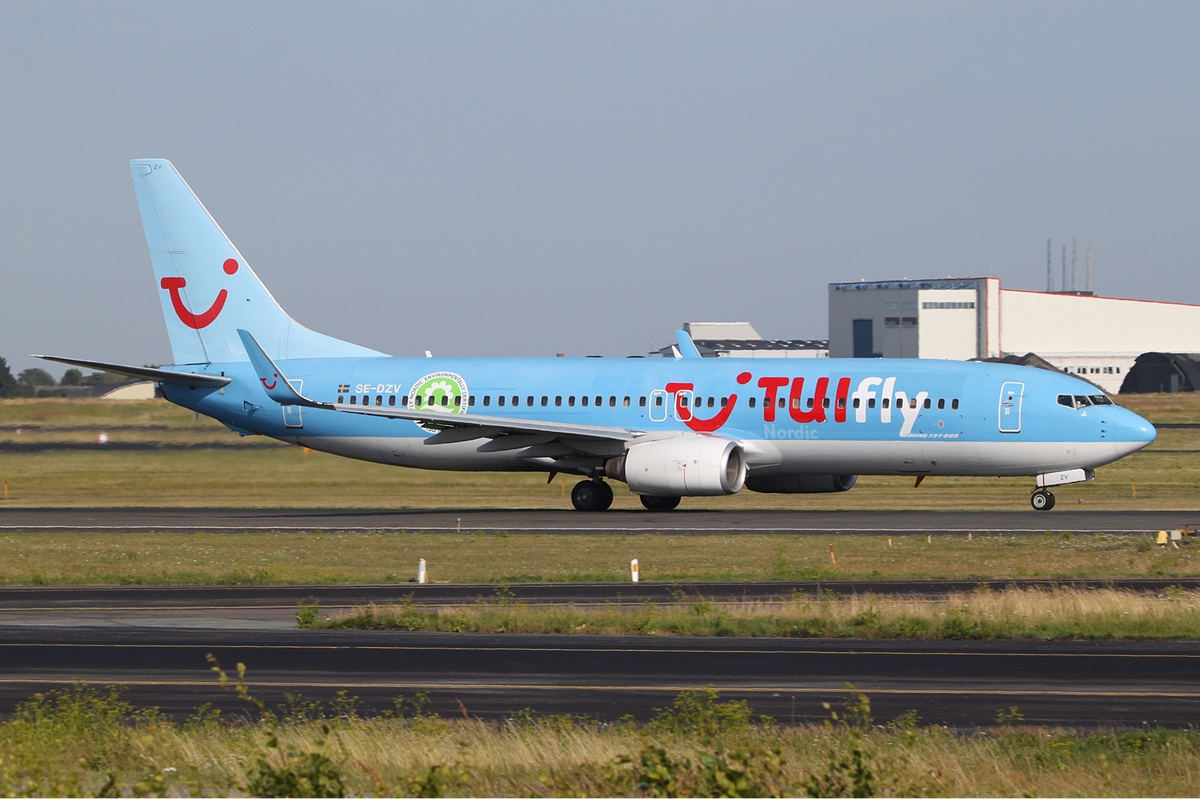
TUI플라이 노르딕의 보잉 737-800
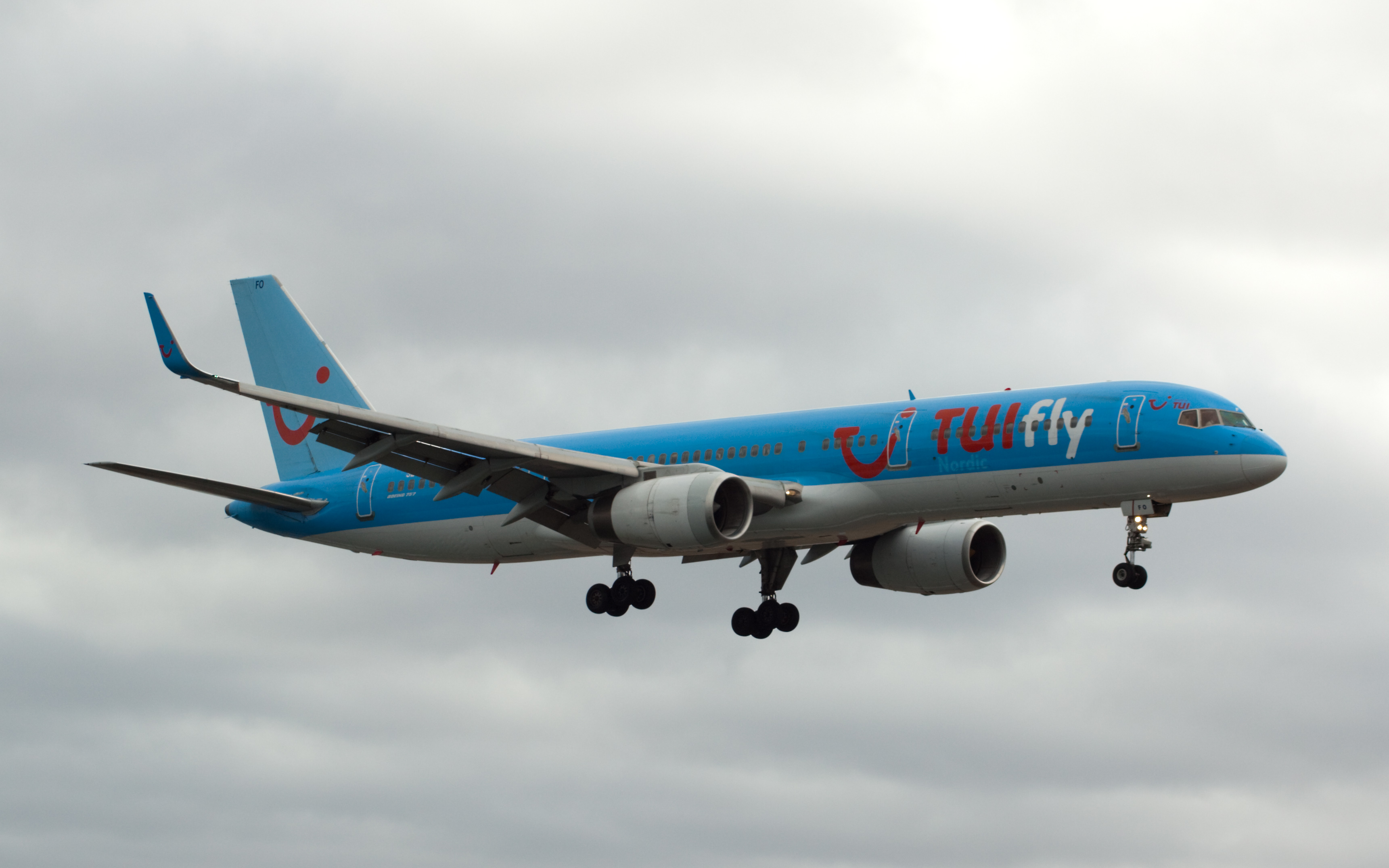
TUI플라이 노르딕의 보잉 757-200 (퇴역)
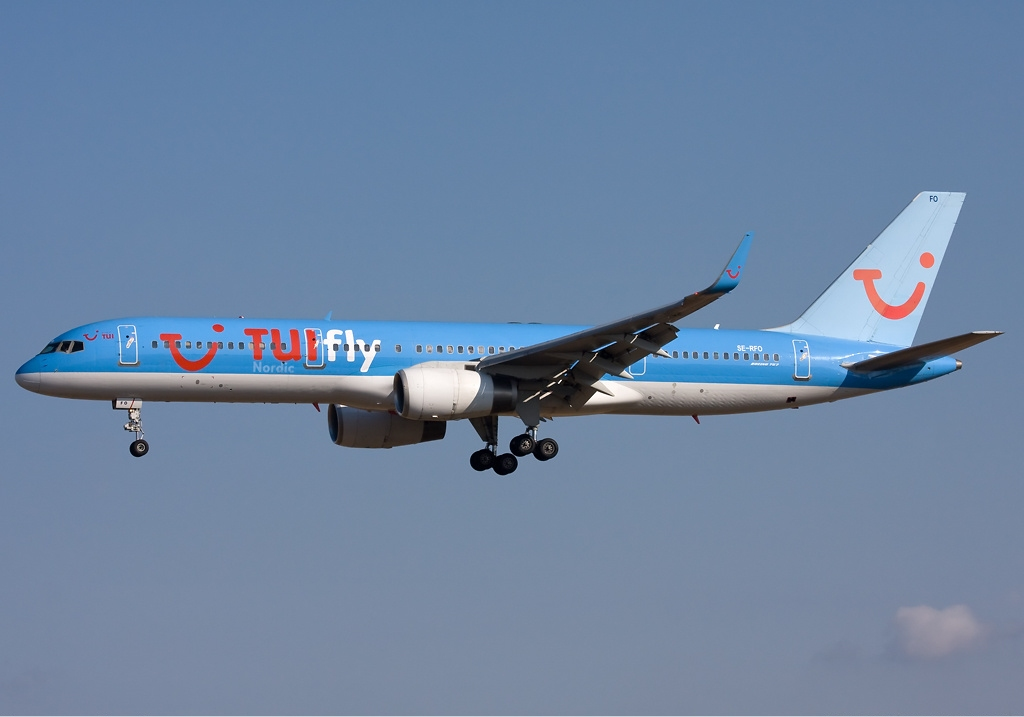
TUI플라이 노르딕의 보잉 757-200 (퇴역)